# Sally Kirkland

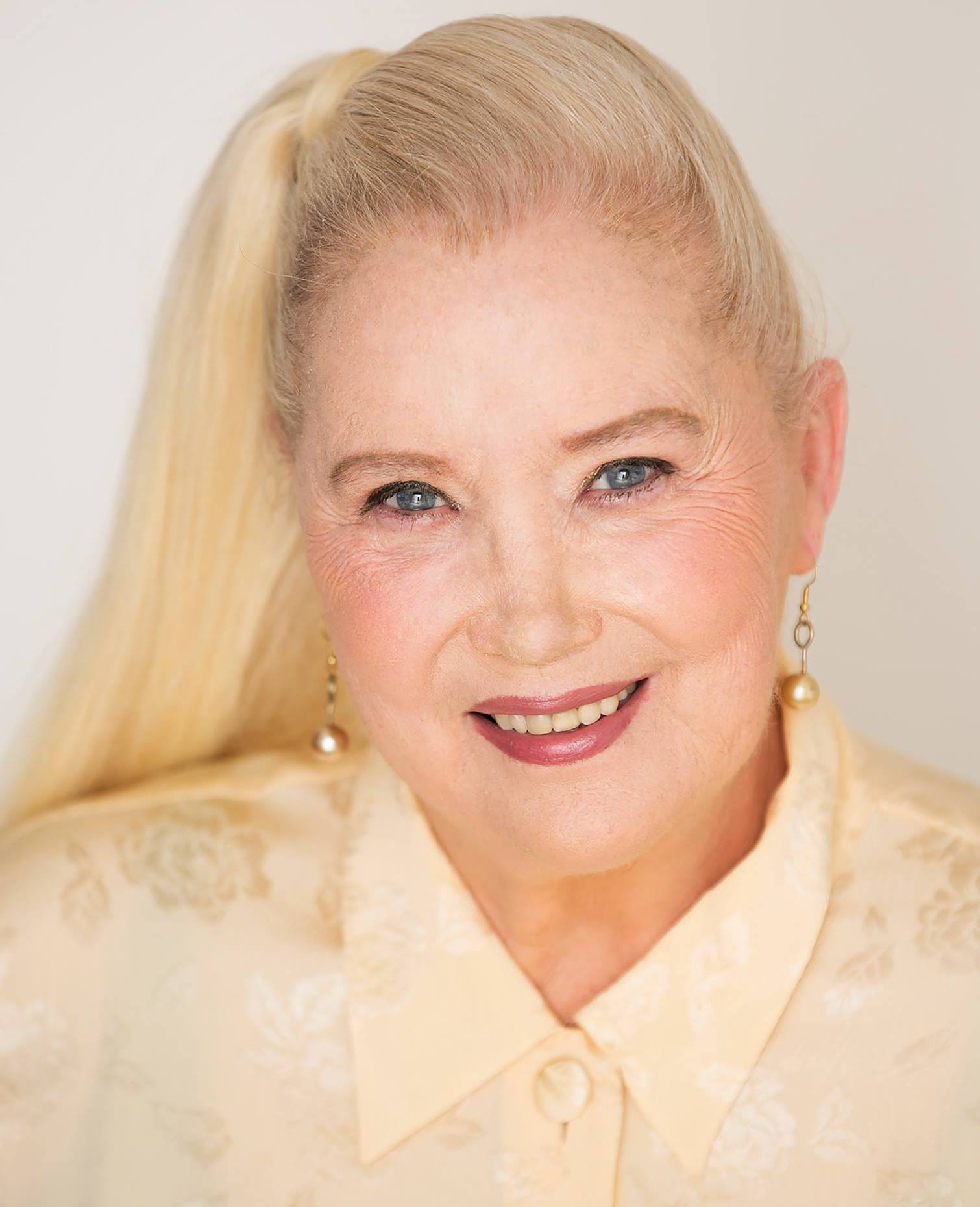
Sally Kirkland (2014)

Sally Kirkland (* 31. Oktober 1941  in New York City, New York) ist eine US-amerikanische Schauspielerin und Filmproduzentin.

## Leben
Sally Kirkland erlernte die Schauspielkunst bei Lee Strasberg. Sie debütierte zu Beginn der 1960er Jahre sowohl in kleinen Nebenrollen in den Filmen wie Twist… das die Röcke fliegen (1961) wie auch in Off-Broadway-Theaterstücken. Um die Mitte der 1960er Jahre war sie häufig Gast in der Factory, dem Atelier Andy Warhols, der sie auch für seine Screen Tests filmte und in dessen Film 13 Most Beautiful Women (1964) sie auftrat. Sie gilt als die erste Schauspielerin, die sich in den USA öffentlich in einem anspruchsvollen Theaterstück nackt zeigte, was im Stück Sweet Eros (1968) von Terrence McNally geschah.
Im Film Nevada Pass (1975) spielte Kirkland neben Charles Bronson und Richard Crenna, in der Filmkomödie Schütze Benjamin (1980) neben Goldie Hawn. Für ihre Titelrolle im Filmdrama Anna… Exil New York (1987) wurde Kirkland für den Oscar nominiert und gewann den Golden Globe, den Independent Spirit Award und den Los Angeles Film Critics Association Award. An diesen Erfolg konnte sie aber in der Folgezeit nicht anknüpfen. 1990 stellte sie mit der Komödie Bullseye – Der wahnwitzige Diamanten Coup an der Seite von Roger Moore und Michael Caine abermals ihr komödiantisches Talent unter Beweis. Beim Film Forever (1992), in dem sie neben Sean Young spielte, war sie zum ersten Mal auch als Filmproduzentin tätig. Für ihre Hauptrolle im Fernsehfilm Haus der lebenden Toten (1991) wurde sie erneut für den Golden Globe nominiert. Später übernahm sie einige Hauptrollen in relativ weniger bekannten Filmen wie Double Threat – Tödliches Verlangen (1993), Mörderische Affäre (1993), Guns and Lipstick (1995) und Mothers and Daughters (2002). Für ihre Rolle im Film Ich wünschte, Du wärst tot (2002), in dem sie neben Christopher Lloyd auftrat, wurde sie für den DVD Exclusive Award nominiert.
Kirkland war ab 1975 mit Michael Jarrett und ab 1985 mit Mark Hebert verheiratet. Beide Ehen wurden geschieden.

## Filmografie (Auswahl)
Schauspielerin
- 1961: Twist… das die Röcke fliegen (Hey, Let’s Twist)
- 1964: 13 Most Beautiful Women
- 1968: Inferno am Fluß (Blue)
- 1971: Nach Hause (Going Home)
- 1973: Der Clou (The Sting)
- 1973: So wie wir waren (The Way We Were)
- 1975: Nevada Pass (Breakheart Pass)
- 1975: 700 Meilen westwärts (Bite the Bullet)
- 1975: Verrückte Mama (Crazy Mama)
- 1976: Alaskaträume (Pipe Dreams)
- 1976: A Star Is Born
- 1979: Drei Engel für Charlie (Charlie’s Angels, Fernsehserie, Episode 4x07 Ein Engel hinter Gittern)
- 1980: Schütze Benjamin (Private Benjamin)
- 1981: Die unglaubliche Geschichte der Mrs. K. (The Incredible Shrinking Woman)
- 1984: Love Letters
- 1987: Anna… Exil New York (Anna)
- 1989: Death Strip (High Stakes)
- 1989: Karate Tiger IV – Best of the Best (Best of the Best)
- 1990: Bullseye – Der wahnwitzige Diamanten Coup (Bullseye!)
- 1990: Revenge – Eine gefährliche Affäre (Revenge)
- 1991: Haus der lebenden Toten (The Haunted)
- 1991: JFK – Tatort Dallas (JFK)
- 1992: Forever (auch Produzentin)
- 1992: Mörderisches Dreieck (Double Jeopardy)
- 1993: Paper Hearts (auch Produzentin)
- 1993: Double Threat – Tödliches Verlangen (Double Threat)
- 1993: Mörderische Affäre (Double Deception)
- 1994: Gunmen
- 1995: Guns and Lipstick
- 1996: Der Mann, der zweimal starb (Amnesia) (auch Produzentin)
- 1998: Brave New World
- 1999: EDtv
- 2001: Buried Lies (Out of the Black)
- 2001: A Month of Sundays
- 2002: Der Duft des Wahnsinns (The Rose Technique)
- 2002: Mothers and Daughters (auch Produzentin)
- 2002: Ich wünschte, Du wärst tot; auch: Tot gefällst du mir am besten (Wish You Were Dead)
- 2002: Boxer Shorts
- 2003: Bruce Allmächtig (Bruce Almighty)
- 2004: Mango Kiss
- 2005: Adam & Steve
- 2006: Coffee Date (auch Produzentin)
- 2007: Big Stan
- 2009: Redemption
- 2010: Criminal Minds (Fernsehserie, Episode 6x08)
- 2011: A Bag of Hammers
- 2014: Suburban Gothic
- 2017: Gnaw (Apartment 212)
- 2017: Amerikas meistgehasste Frau (The Most Hated Woman In America)